# Jani Liimatainen
Jani Allan Kristian Liimatainen (Kemi, 9 de setembro de 1980) é um músico finlandês, ex-guitarrista da banda de power metal Sonata Arctica, e atualmente guitarrista da banda Insomnium. Até 2004, costumava tocar guitarra e teclado na banda Altaria. Atualmente também trabalha no projeto Graveyard Shift, junto com o também membro do Sonata Arctica Henrik Klingenberg. Saiu da banda Sonata Arctica em agosto de 2007, dando lugar a Elias Viljanen.
Jani começou a estudar guitarra por volta de seus 11 e 12 anos de idade, se aprofundando apenas com seus 14 anos, quando conheceu Yngwie Malmsteen, Steve Vai, Pain of Salvation, Dream Theater e etc. Sua evolução musical deu-se principalmente pelo auto-aprendizado, tendo poucas aulas como base. Ele tem, em sua maioria, guitarras da marca Ibanez.
Em 2012, Jani e Timo Kotipelto (vocalista do Stratovarius e seu colega de banda no Cain's Offering) tocaram juntos pela Finlândia, fazendo apresentações acústicas. Os shows resultaram em um álbum de estúdio chamado Blackoustic.
Em 2013, Jani coescreveu duas faixas e tocou violão no álbum Nemesis, do Stratovarius. Em junho de 2014, anunciou em seu blog que pretendia lançar um novo álbum do Cain's Offering, com as músicas previstas para estarem escritas até o mês de setembro do mesmo ano. Segundo ele, quatro faixas já estariam quase prontas, e quatro outras foram escritas com Timo, sendo que ao menos duas seriam usadas em um álbum futuro, seja do próprio Cain's Offering, seja do Stratovarius.
Atualmente reside em Kotka.

## Entrada ao Insomnium
Em outubro de 2019, a banda finlandesa Insomnium lançou seu oitavo álbum, Heart Like a Grave, eleito pelo portal Loudwire como um dos 50 melhores discos de metal de 2019. Com o anúncio do álbum, eles também confirmaram que o guitarrista Jani Liimatainen, havia se juntado à banda como membro em tempo integral, visto que ele ocasionalmente substituía Ville Friman em turnês desde 2015.
Em 2024 a banda  decide deixá lo de lado devido ao seu desaparecimento.

## Discografia
com Sonata Arctica
- Ecliptica (1999)
- Silence (2001)
- Winterheart's Guild (2003)
- Reckoning Night (2004)
- Unia (2007)

com Altaria
- Invitation (2003)
- Divinity (2004)

com Cain's Offering
- Gather the Faithful (2009)
- Stormcrow (2015)

com Kotipelto & Liimatainen
- Blackoustic

com Insomnium
- Heart Like A Grave (2019)